# Iordanes
Iordanes a fost un istoric got romanizat, originar din Moesia (mijlocul secolului al VI-lea).
A lăsat două lucrări cunoscute sub numele de Romana și De origine actibusque Getarum, pe scurt Getica. Pentru prima lucrare a folosit informații din istorici mai vechi, iar pentru a doua, o operă a lui Cassiodorus, azi pierdută. Opera sa prezintă o mare importanță mai ales pentru acele părți pentru care nu s-au păstrat izvoarele mai vechi pe care le-a folosit. Getica se vrea a fi o istorie a goților, pe care îi confundă însă cu geții.
Cercetătorul danez Arne Søby Christensen afirmă că Getica este o istorie complet fictivă și că originea goților descrisă în carte se bazează pe mituri populare grecești și romane ca și pe interpretarea greșită a numelor cunoscute din Europa de Nord. Scopul acestei falsificări este, conform lui Christensen, cel de a fabrica o identitate glorioasă pentru popoarele care dobândiseră recent puterea în Europa post-romană.
Cercetătorul american Walter Goffart sugerează alt motiv: Getica făcea parte din planurile împăratului Iustinian și a mașinăriei de propagandă de la curtea sa. El dorea să se creadă că goții (și alte popoare barbare înrudite) nu făceau parte din lumea romană, întărind astfel pretențiile Imperiului Roman de Răsărit asupra părții sale de vest.
Academicianul german Jacob Grimm, cunoscut îndeobște în calitate de coautor, alături de fratele său Wilhelm, al celebrelor povești culese de ei, a ținut în 5 martie 1846 o comunicare la Academia de Științe din Berlin, intitulată „Despre Iordanes și Geți”, în care aduce argumente lingvistice și nu numai, în favoarea identității Goților și Geților.